# Bradlea
Bradlea là một chi thực vật có hoa trong họ Đậu.